# بيتر يونغ
بيتر يونغ (بالإنجليزية: Peter Young)‏ (31 ديسمبر 1961 في أستراليا - ) هو لاعب كريكت أسترالي. لعب مع فريق فكتوريا للكريكت.

## وصلات خارجية
- بيتر يونغ على موقع إي آس بي آن كريك إنفو (الإنجليزية)